# Cum Hear the Band
«Cum Hear the Band» (en español: «Ven a escuchar a la banda») es una canción de la agrupación canadiense de rock April Wine.   Fue escrita por el cantante, guitarrista y teclista Myles Goodwyn. Se encuentra originalmente en el álbum Stand Back, lanzado por Aquarius Records en 1975.

## Lanzamiento
Este tema fue publicado como sencillo en 1975, siendo la segunda melodía lanzada como tal para el disco Stand Back.  En el lado B de este vinilo fue adherida la canción «Baby Done Got Some Soul», compuesta por el bajista Jim Clench.

## Recibimiento
«Cum Hear the Band» obtuvo una buena aceptación del público, tanto que logró ubicarse en el puesto 29.º de la lista de los 100 sencillos más populares de la revista RPM Magazine del 17 al 24 de mayo de 1975.

## Lista de canciones

### Lado A
| Side one |                     |               |          |  |
| N.º      | Título              | Escritor(es)  | Duración |  |
| 1.       | «Cum Hear the Band» | Myles Goodwyn | 3:33     |  |

### Lado B
| Side one |                           |              |          |  |
| N.º      | Título                    | Escritor(es) | Duración |  |
| 2.       | «Baby Done Got Some Soul» | Jim Clench   | 2:39     |  |

## Créditos
- Myles Goodwyn — voz principal (en la canción «Cum Hear the Band») y guitarra
- Jim Clench — voz principal (en la canción «Baby Done Got Some Soul») y bajo
- Gary Moffet — guitarra y coros
- Jerry Mercer — batería y coros

## Listas
| Año  | País   | Lista        | Posición máxima |
| ---- | ------ | ------------ | --------------- |
| 1975 | Canadá | RPM Magazine | 29.º            |